# 從九位
從九位（日语：／ Jyukui */?），為日本官階的一種。位於正九位之下、大初位之上。
正九位是明治時代初期太政官制之下，由明治2年（1869年）7月制定、同年8月22日實施的職員令頒佈的位階。 與民部省及大藏省的省掌相當。實際上職員令制定之時的大初位及少初位之是“虛位”，因此實際上從九位是最低的位階。
位階制榮典敘位條例（明治20年勅令第10號）、位階令（大正15年勅令第325號）規定中沒有正、從九位。

## 外部連結
- 位階令 （日語） - 法令データ提供システム
- 官位相当表 （日語） - 国立国会図書館近代デジタルライブラリー